# Kent City
Kent City est un village du comté de Kent, dans l'État du Michigan, aux États-Unis. En 2020, il comptait une population de 1 262 habitants.